# Смалько Андрій Олексійович
Андрі́й Олексі́йович Смалько́ (нар. 22 січня 1981, Чорнобиль, Українська РСР) — український футболіст, захисник.

## Життєпис

### Клубна кар'єра
Вихованець ДЮСШ «Княжа» (смт. Щасливе, Київська область). Перший тренер — Віктор Варениця. Виступав за «Борисфен», одеський «Чорноморець», сімферопольську «Таврію» , луганську «Зорю», ФК «Харків», алчевську «Сталь», ПФК «Олександрія», кіровоградську «Зірку» та армянський «Титан». З 2013 по 2015 рік грав за чернігівську «Десну».
1 березня 2016 року став гравцем київського «Арсенала».

### Кар'єра в збірній
2001 року грав за юнацьку збірну України (U-20) на чемпіонаті світу в Аргентині. Потім захищав кольори молодіжної збірної України.

## Статистика
| Сезон     | Клуб              | Ліга       | Чемпіонат | Чемпіонат | Кубок | Кубок | Загалом | Загалом |
| Сезон     | Клуб              | Ліга       | Матчі     | Голи      | Матчі | Голи  | Матчі   | Голи    |
| --------- | ----------------- | ---------- | --------- | --------- | ----- | ----- | ------- | ------- |
| 1997—1998 | «Борисфен»        | Друга ліга | 18        | —         | —     | —     | 18      | —       |
| 1997—1999 | «Борисфен»        | Друга ліга | 7         | —         | —     | —     | 7       | —       |
| 1999—2000 | «Борисфен»        | Друга ліга | 21        | 1         | 9     | —     | 30      | 1       |
| 2000—2001 | «Борисфен»        | Перша ліга | 26        | 6         | 1     | —     | 27      | 6       |
| 2001—2002 | «Борисфен»        | Перша ліга | 30        | 2         | 2     | 1     | 32      | 3       |
| 2002—2003 | «Арсенал» К       | Вища ліга  | —         | —         | —     | —     | 27      | 1       |
| 2002—2003 | «Борисфен»        | Перша ліга | 27        | 1         | —     | —     | 27      | 1       |
| 2003—2004 | «Борисфен»        | Вища ліга  | 12        | —         | 1     | —     | 13      | —       |
| 2003—2004 | «Чорноморець»     | Вища ліга  | 12        | 3         | 1     | —     | 13      | —       |
| 2004—2005 | «Чорноморець»     | Вища ліга  | 7         | —         | 2     | 1     | 19      | 1       |
| 2004—2005 | «Таврія» С        | Вища ліга  | 10        | —         | —     | —     | 19      | 1       |
| 2005—2006 | «Таврія» С        | Вища ліга  | 2         | —         | —     | —     | 19      | 2       |
| 2005—2006 | «Зоря» Л          | Перша ліга | 17        | 2         | —     | —     | 19      | 2       |
| 2006—2007 | «Зоря» Л          | Вища ліга  | 5         | 1         | 2     | —     | 19      | 3       |
| 2006—2007 | «Харків»          | Вища ліга  | 12        | 2         | —     | —     | 19      | 3       |
| 2007—2008 | «Харків»          | Перша ліга | 13        | —         | —     | —     | 29      | —       |
| 2007—2008 | «Сталь» А         | Перша ліга | 16        | —         | —     | —     | 29      | —       |
| 2008—2009 | «Сталь» А         | Перша ліга | 15        | —         | 2     | —     | 30      | 1       |
| 2008—2009 | ПФК «Олександрія» | Перша ліга | 13        | 1         | —     | —     | 30      | 1       |
| 2009—2010 | ПФК «Олександрія» | Перша ліга | 14        | 1         | 1     | —     | 23      | 2       |
| 2009—2010 | «Зірка» К         | Перша ліга | 18        | 1         | —     | —     | 23      | 2       |
| 2010—2011 | «Зірка» К         | Перша ліга | 30        | —         | 1     | —     | 31      | —       |
| 2011—2012 | «Зірка» К         | Перша ліга | 19        | 4         | —     | —     | 19      | 4       |
| 2012—2013 | «Титан» А         | Перша ліга | 33        | 1         | 1     | —     | 34      | 1       |
| Всього:   | Всього:           | Вища ліга  | 60        | 6         | 6     | 1     | 66      | 7       |
| Всього:   | Всього:           | Перша ліга | 271       | 19        | 8     | —     | 279     | 19      |
| Всього:   | Всього:           | Друга ліга | 46        | 1         | 9     | —     | 55      | 1       |
| Всього:   | Всього:           | Усі ліги   | 277       | 26        | 23    | 1     | 400     | 27      |

## Досягнення
- Віце чемпіон Чемпіонату світу з футболу (U-21) (1): 2001
- Віце чемпіон Чемпіонату Європи з футболу (U-19) (1): 2000
- Чемпіон Першої ліги (1): 2005–2006
- Чемпіон Другої ліги (1): 1999–2000
- Володар Кубку другої ліги України з футболу (1): 1999–2000